# ShawnDre' Jones
ShawnDre' Jones (Richmond, 18 novembre 1994) è un cestista statunitense.